# Boris Demidovič
Boris Pavlovič Demidovič (in russo Борис Павлович Демидович?; secondo la traslitterazione anglosassone  Boris Pavlovich Demidovich; Novogrudok, 2 marzo 1906 – Mosca, 23 aprile 1977) è stato un matematico sovietico.

## La famiglia e gli anni della gioventù
Demidovič nasce in una famiglia di insegnanti. Suo padre, Pavel (1871-1931), riuscì a completare il percorso d'istruzione superiore, diplomandosi nel 1897 presso l'Istituto Vilensky; molto legato alla sua famiglia e alle tradizioni della Bielorussia, Pavel Demidovič fu un insegnante per tutta la vita, insegnando prima in diverse città delle province di Minsk e Vilnius, e quindi a Minsk. Si dedicò per un po' di tempo anche alla catalogazione ed alla riedizione di opere anonime della tradizione letteraria bielorussa. Nel 1908 Pavel Demidovič venne nominato membro della Società imperiale Amatori della Scienza e Antropologia all'Università di Mosca.
La madre di Boris, Olympia Platonovna Demidoviča (1876 - 1970), figlia di un sacerdote, era stata un'insegnante molto prima del suo matrimonio, quando scelse di andare in pensione al fine di dedicarsi a tempo pieno all'educazione dei propri figli.
Boris è il primo figlio maschio, con tre sorelle, Zinaida, Evgenija, Zoja e un fratello più giovane, Paul. Dopo il diploma nel 1923, Boris Demidovič frequenta la facoltà di fisica e matematica, fondata nel 1921, presso l'Università Statale Bielorussa. Consegue la laurea nel 1927 e viene raccomandato alla scuola di dottorato in matematica superiore, ma non considera questa possibilità, andando invece a lavorare in Russia.

## Attività professionale
Per quattro anni, Demidovič svolge il ruolo di professore di matematica nelle scuole secondarie sparse nelle regioni di Smolensk e di Brjansk. Dopo aver casualmente letto un annuncio su un giornale locale, si trasferisce a Mosca dove, dal 1931, inizia a insegnare in una scuola di specializzazione dell'Istituto di ricerca di Matematica e Meccanica dell'Università Statale di Mosca. Al termine di un breve periodo, ottiene la cattedra presso la Facoltà di Tecnica ed Economia dei Trasporti del NKPS, e insegna presso il Dipartimento di Matematica nel 1932-33. Nel 1933, pur mantenendo il suo magistero al TEI NKPS, Demidovič viene arruolato come membro senior presso l'Ufficio pilota delle Costruzioni e dei Trasporti, dove lavora fino al 1934.
Allo stesso tempo, nel 1932, diventa studente post laurea presso l'Istituto di Matematica dell'Università Statale di Mosca dopo essere riuscito vincitore del concorso d'ammissione. Come dottorando, Demidovič comincia a lavorare sotto la guida di Andrej Nikolaevič Kolmogorov alla teoria delle funzioni a più variabili.
Kolmogorov, vedendo che Demidovič era interessato ai problemi di equazioni differenziali, lo invita a unirsi a lui nello studio della teoria qualitativa delle equazioni differenziali ordinarie sotto la direzione di Vjačeslav Stepanov. Supervisionando il suo lavoro, Stepanov diventa il consulente scientifico del suo collega più giovane.
Dopo il dottorato, nel 1935, Demidovič lavora per un semestre presso il Dipartimento di Matematica presso l'Istituto per l'industria del cuoio. E, dal febbraio 1936, su invito di L. A. Tumarkin, svolge la funzione di professore associato presso cattedra di analisi matematica e di meccanica razionale alla Facoltà di Scienze e Matematica della Università Statale di Mosca. Fino alla sua morte rimarrà un membro permanente del personale docente. Nel 1935, presso l'Università di Mosca, Demidovič discute la sua tesi di dottorato, "Sull'esistenza dell'invariante integrale su un sistema di orbite periodiche" e l'anno successivo, gli viene conferito il grado di dottore di ricerca.
Nel 1938, a Demidovič fu conferito il titolo di professore assistente di analisi matematica presso Mehmata MSU. Nel 1963, il VAK gli ha conferito il titolo di Dottore di scienze fisiche e matematiche, e nel 1965, Demidovič è stato nominato professore del dipartimento di analisi matematica a Mehmata MSU. Nel 1968, il Presidium del Consiglio Supremo della Russia ha assegnato a Demidovič il titolo onorifico di "Scienziato Benemerito della RSFSR".
Demidovič morì improvvisamente il 23 aprile 1977 a causa di un'acuta insufficienza cardiovascolare, nonostante avesse continuato la regolare attività di docente e ricercatore sino al giorno prima.

## L'attività scientifica
Demidovič ha concentrato la propria attività principalmente in cinque settori:
- Sistemi dinamici con invarianti integrali;
- Soluzioni periodiche e quasi-periodiche di equazioni differenziali ordinarie;
- Condizioni di integrabilità di sistemi differenziali;
- Soluzioni limite di equazioni differenziali ordinarie;
- Sostenibilità delle equazioni differenziali ordinarie, in particolare, la stabilità orbitale di sistemi dinamici.

Oltre alle attività scientifiche e didattiche nel MSU, Demidovič contemporaneamente insegna nelle più importanti università di Mosca (MVTU, NE Bauman, l'Accademia Militare di Ingegneria, FE Džeržinskij, ecc.). La sua esperienza come insegnante si riflette nei suoi libri di analisi matematica, che sono stati tradotti in molte lingue straniere. Demidovič è stato spesso invitato in Comitati Organizzatori di conferenze scientifiche e ha attivamente collaborato con la redazione di alcune tra le più importanti riviste di matematica ("Equazioni differenziali", RJ "Matematica"), ha contribuito alla redazione delle voci nell'ambito della matematica della Bol'šaja Sovetskaja Enciklopedija o "BSE", la più grande enciclopedia russa, pubblicata in tre edizioni fino al 1969.

## Opere
- Esercizi e problemi di analisi matematica, Editori Riuniti, Roma, 1975.